# 中俄睦邻友好合作条约
《中华人民共和国和俄罗斯联邦睦邻友好合作条约》是2001年7月16日，中共中央總書記、中國國家主席江澤民和俄羅斯總統弗拉基米爾·普京在莫斯科簽署的條約。
條約於2001年10月27日由全國人大常委會批准。2001年12月26日、2002年1月16日和1月25日分別由俄羅斯聯邦會議國家杜馬、聯邦委員會和總統普京批准。2002年2月28日，雙方在北京互換批准書，條約正式生效。該條約如今每5年自動續約一次，最近一次是在2021年2月28日，而下次續約時間為2026年2月28日。

## 过程
2013年，俄中友好協會6月28日在俄羅斯科學院遠東研究所中國廳舉行紀念條約簽署12周年圓桌會議。中方李輝大使強調，12年來中俄雙邊關係大發展的實踐表明，兩國睦鄰友好和戰略協作關係不僅符合兩國人民根本利益，也有利於地區和世界的和平、穩定與發展。條約下屬的《中俄投資合作規劃綱要》擴大相互投資規模在能源領域，包含石油、核能、煤炭、天然氣、電力、新能源等合作，在互利基礎上構建戰略性、長期性能源夥伴關係。條約第六條規定：缔约双方根据一九九一年五月十六日《中华人民共和国和苏维埃社会主义共和国联盟关于中苏国界东段的协定》继续就解决中俄尚未协商一致地段的边界线走向问题进行谈判。在这些问题解决之前，双方在两国边界尚未协商一致的地段维持现状。俄中友协副主席卢佳宁在介绍此次圆桌会议的议题和宗旨时提出“其實施綱要為兩國新型大國關係奠定了堅實基礎”。

## 領土爭議問題
1991年5月16日《中華人民共和國和蘇維埃社會主義共和國聯盟關於中蘇國界東段的協定》，時任中共中央總書記江澤民與蘇共中央總書記、蘇聯總統戈巴契夫達成一致地段的中蘇國界東段邊界線走向，明確和確定双方主要边界（黑瞎子岛、阿巴该图洲渚等“中俄尚未协商一致”地段除外）。這相當於承認自清朝以來俄羅斯對中國的所有不平等條約。
締約雙方根據1991年5月16日《中華人民共和國和蘇維埃社會主義共和國聯盟關於中蘇國界東段的協定》 繼續就解決中俄尚未協商一致地段的邊界線走向問題進行談判。中國民間依然有聲音抗議當年俄國強佔海參崴，而该條約中表示“双方在两国边界尚未协商一致的地段维持现状”。
2024年9月，中華民國總統賴清德說：「中國要併吞台灣，其實也不是為了領土的完整，如果真的是為了領土的完整，他為什麼不拿回俄羅斯占有的《璦琿條約》所簽下的那些土地呢？」俄羅斯外交部回應，中俄兩國簽署的此條約，已相互放棄對方的任何領土要求。

## 庆祝
2021年5月3日，庆祝《中俄睦邻友好合作条约》签署20周年专场音乐会在北京举办，国务院副总理孙春兰与俄罗斯副总理塔季扬娜·戈利科娃发表影片致辞。

## 期限
根據條約第二十五條，該條約有效期為二十年。如果在該條約期滿一年前締約任何一方均未以書面形式通知締約另一方要求終止該條約，則該條約將自動延長五年，並依此法順延。
2021年6月28日，中共中央总书记、中国国家主席习近平在北京同俄罗斯总统普京举行視訊会晤时发表联合声明，正式宣布《中俄睦邻友好合作条约》延期。但實際上，該條約已於2021年2月28日自動延長五年。